# Il figlio di Ramses - Il ladro di anime
Il ladro di anime (Le Voleur d'âmes) è il terzo libro della serie Il figlio di Ramses, scritto da Christian Jacq nel 2015 e pubblicato in Italia nel 2016.

## Trama
Gettato nel fiume Nilo nel libro precedente dai marinai che intendevano calmare la tempesta che imperversava il Nilo, secondo loro scaturitasi dal Libro di Thoth da lui assorbito, Setna riesce faticosamente a mettersi in salvo e viene raggiunto da una donna dall'aspetto meraviglioso di nome Fiore. Il giovane si fa dunque ospitare in casa sua, ignaro però che Fiore intende ucciderlo e strappargli il segreto del Libro di Thoth, oltre che del Vaso di Osiride, in modo da ottenere poteri immensi. La coppia si dirige a Bubastis, dove Setna intende integrarsi tra i sacerdoti, perlustrare il sito e carpirne i segreti, e in poco tempo i due riescono a scoprire i segreti di quello che dovrebbe essere il Vaso di Osiride. Setna viene però circondato da alcuni poliziotti, che lo ritengono un ladro, ma Fiore lo "salva" mostrando per la prima volta i suoi veri poteri demoniaci. La stessa notte, Fiore tenta inutilmente di irretirlo un'ultima volta, e al rifiuto del giovane s'infuria e mostra la sua vera natura demoniaca; grazie a una preghiera, Setna si catapulta nel mondo degli dei, dove vede Thoth che lo perdona per il gesto in quanto il ragazzo ha saputo meritarsi la sua clemenza. Il giovane riceve un testo e ritorna nel mondo dei vivi, dove Fiore prende possesso del Libro di Thoth ma, dimostrandosi indegna di impugnarlo, viene avvolta dalle fiamme e muore. Setna riesce a scappare dalla trappola finale di Fiore, ma viene preso da due poliziotti che lo credono complice del furto di due collane rituali e degli amuleti, di cui Fiore è responsabile; il giovane li convince a portarlo al tempio di Bubastis, e davanti alla Superiora che lo interroga dimostra la sua innocenza scrivendo le due formule del Libro di Thoth; libero, Setna si dirige finalmente verso Menfi.
Intanto, convinta che Setna sia ancora vivo e di nuovo accompagnata dal Vecchio, Sekhet cerca di ottenere aiuto dalle autorità, comandate da Sobek, e tenta invano di convincere Ramesse che Setna è ancora vivo e che suo padre Keku è il mago nero che ha rubato il Vaso di Osiride; viene intanto accettata dalla Superiora ai misteri di Sekhmet, in modo da ottenere nuovi poteri magici. Intanto Kalash è però riuscito a rintracciarla e si sta muovendo sulle sue tracce, ma il quartetto di Ched, Ugge, Nemo e Ruti riesce a catturarlo e arrestarlo nonostante le varie difficoltà; tempo dopo, i quattro rivedono Setna, ancora vivo e vegeto, insieme al Vecchio e a Vento del Nord, e si riuniscono tutti con l'intento di raggiungere Sekhet. Ma tutti loro sono ignari che Keku, il mago nero, li sta osservando.

## Personaggi
- Setna: secondogenito del Faraone, con l'unico obiettivo di diventare scriba, si innamorerà di Sekhet, ma si ritroverà invischiato in un complotto mortale. Il suo nome attuale, Khaemwaset, "Colui che è apparso in gloria a Tebe", indica un eroe della letteratura romanzesca egizia sotto il nome, appunto, di Setna.
- Ramesse: figlio maggiore primogenito del Faraone Ramses II e di Iset, e ambizioso generale dell'Egitto. Come Setna, anche lui ama Sekhet e ambisce a sposarla.
- Sekhet: figlia di Keku, sacerdotessa di Sekhet e considerata una delle donne più belle di Menfi. Detesta i militari, come dimostra rifiutando i tentativi di corteggiamento da parte del generale Ramesse, un altro figlio di Ramses.
- Ramses II: Faraone d'Egitto.
- Ched: detto il Salvatore dopo la campagna in Nubia nei primi capitoli del primo libro, è amico di Setna e Ramesse. Abile generale e soldato, diventerà direttore della Casa delle Armi, e aiuterà, indirettamente o meno, i protagonisti nella loro indagine.
- Ugge, Ruti e Nemo: sono i tre compagni di Ched il Salvatore, alti, atletici e molto forti. Ugge ha i capelli rossi, è spesso silenzioso ed è noto per aver fatto strage di ittiti nella famigerata battaglia di Qadesh; Ruti, attaccatissimo ai piaceri della vita, è invero capace di colpire con precisione e senza pietà; Nemo, il lamentoso, ha una passione per le cipolle, ma la sua forza gli consente addirittura di annientare cinque energumeni come lui.
- Il Vecchio: patrigno di Sekhet, discende da una lunga stirpe che alcuni fanno risalire al regno del primo Faraone, Narmer, è molto severo, e adora il vino, tanto che è anche proprietario di una vigna nei dintorni di Menfi, capitale economica dell'Egitto. Dopo la seconda metà del primo libro farà di tutto per proteggere Sekhet, anche perché, nel primissimo capitolo del libro, sarà testimone di un sacrilegio orribile. Stranamente, i suoi vini funzionano come elisir.
- Sobek: il capo della polizia.
- Fiore: una donna che nasconde una forma e un carattere demoniaco, appare nella prima metà di questo libro, durante il quale, col pretesto di aiutarlo a trovare il Vaso di Osiride, tenterà di ucciderlo e di impossessarsi della sua anima.
- Kalash: un siriano, in verità sicario di Keku. Falsamente descritto come uno con famiglia, sterminata dagli egizi dopo la battaglia di Qadesh, odia tutto l'Egitto, e fa la sua prima apparizione fisica nel secondo libro, dopo che il suo nome è apparso nel primo.
- Keku: padre di Sekhet, è prossimo a diventare Ministro dell'Economia, ma dopo la seconda metà del primo libro egli rivelerà il suo vero carattere, malvagio e spietato.

## Edizioni
- Christian Jacq, Il figlio di Ramses - Il ladro di anime, traduzione di Maddalena Togliani, Mantova, Tre60, 19 maggio 2016,  p. 276, ISBN 978-88-6702-327-1.

- Christian Jacq, Il figlio di Ramses - Il ladro di anime, collana Super TEA, traduzione di Maddalena Togliani, Mantova, TEA, 6 luglio 2017,  p. 256, ISBN 978-8850246465.

- Christian Jacq, Il figlio di Ramses - Il ladro di anime, collana Romanzi storici best seller, traduzione di Maddalena Togliani, Mantova, TEA, 5 aprile 2024,  p. 272, ISBN 9788850268542.